# Maibara
Maibara (japanska: 米原市?, Maibara-shi) är en stad i Shiga prefektur i Japan. Staden fick stadsrättigheter 2005.

## Kommunikationer
Maibara är den enda stationen i Shiga prefektur på Tōkaidō Shinkansen. Den ger prefekturen förbindelse med höghastighetståg till Tokyo och Shin-Osaka (Osaka).